# 謝爾蓋·伊斯托明 (音樂家)
谢尔盖·伊斯托明（俄語：Сергей Истомин），出身於俄羅斯的大提琴演奏家与低音提琴演奏家。6岁起在古尼金音乐学院（Gnesin's School，莫斯科）学习大提琴，后获得该校学士学位。此后，在莫斯科柴可夫斯基音乐学院（Moscow Tchaikovsky Conservatory）瓦伦丁·费格金（Valentin Feighin）的班中学习，并完成硕士学位课程。之后，谢尔盖在欧柏林音乐学院（Oberlin Conservatory of Music）跟随凯瑟琳娜·梅恩兹（Catharina Meints）继续学习大提琴，并在美国俄亥俄州欧柏林音乐学院巴洛克演奏艺术学院（Baroque Performance Institute）继续深造。
谢尔盖·伊斯托明与伊塔娜交响乐团（Eterna Symphony Orchestra）（第一大提琴手）有定期合作，并经常在各种独奏和室内乐音乐会及活动中表演，包括：与薇薇安娜·索夫罗尼茨基（Viviana Sofronitsky）、尤斯·凡·伊梅席尔（Jos van Immerseel）和谢瓦利尔（Chevallier）合作表演古钢琴与大提琴二重奏；与赛乐尔（Midori Seiler）和尤斯·凡·伊梅席尔（Jos van Immerseel）合作表演三重奏；以及与塔菲尔巴洛克管弦乐队（Tafelmusik Baroque Orchestra）合作演出。
此外，他也是全球众多节日和音乐盛典的永久演出嘉宾，如：法国博讷巴洛克夏季歌剧节（Festival de Beaune）、法国南特古典乐音乐节（La Folle Journée）、法兰德斯国际音乐节（Festival van Vlaanderen）、法国圣里基耶艺术界（St. Riquier）、埃克斯国际音乐节（Festival international d'Art Lyrique）、比森音乐节（Alden Biesen）、华罗尼音乐节（Festival de Wallonie）、乌得勒支旧音乐节（Early music festivals）、巴赫节（Leipzig Bach Festival）、石勒苏伊格-荷尔斯泰因音乐节（Schleswig-Holstein）和肖普朗音乐节（Sopron）等，演奏音乐包括巴洛克音乐、古典乐、浪漫乐和现代乐。

## 专辑
- 弗雷德里克·肖邦大提琴与钢琴作品集；谢尔盖·伊斯托明（Sergei Istomin）与薇薇安娜·索夫罗尼茨基（Viviana Sofronitsky）；比利时Passacaille Musica Vera音乐出版社出版
- 约瑟夫·海顿“大提琴协奏曲”；谢尔盖·伊斯托明（Sergei Istomin）与阿波罗合奏团（Apollo Ensemble）|大卫·拉比诺维奇（David Rabinovich）；比利时Passacaille Musica Vera音乐出版社
- 费利克斯·孟德尔颂“大提琴与钢琴作品集”；谢尔盖·伊斯托明（Sergei Istomin）与薇薇安娜·索夫罗尼茨基（Viviana Sofronitsky）（古钢琴）；比利时Passacaille Musica Vera音乐出版社 947
- 大提琴独奏鉴赏集（亚伯（Abel）、申克（Schenk）和 泰勒曼（Telemann））；Analekta唱片公司，fleurs de lys FL 2 3144
- 约翰·塞巴斯蒂安·巴赫，大提琴独奏六组曲；Analekta唱片公司，fleurs de lys FL 2 3114 - 5
- 弗朗茨·李斯特Pièces Tardives夜曲专辑；法国Zig-Zag Territoires唱片公司/法国Harmonia Mundi公司 ZZT 040902
- 约翰·塞巴斯蒂安·巴赫之安娜·玛格达丽娜·巴赫精选集；Analekta唱片公司，AN 2 8251
- 卡尔·菲利普·埃马努埃尔·巴赫：菲德烈大帝宫廷三重奏；加拿大CBC Records公司，MVCD 1117
- 克莱朗博：Les Coucous Bénévoles故事演奏专辑；加拿大CBC Records公司，Musica Viva MVCD 1152
- 凡尔赛花园：Les Coucous Bénévoles故事演奏专辑；Artifact Music唱片公司
- “与卡尔·菲利普·埃马努埃尔·巴赫的一小时（An Hour with C.P.E. Bach）”；美国Music and Arts Programs of America CD - 1037

目前，谢尔盖·伊斯托明作为拥有俄国、法国和加拿大三国国籍的音乐家，居住于比利时。